# Bulu (Volk)
Die Bulus (französisch und englisch auch orthografiert als Boulous) sind eine Ethnie aus dem zentralafrikanischen Kamerun, die eine der drei großen Untergruppen der Fang darstellen. Ihre Sprache ist das Bulu.
Die Bulu leben hauptsächlich in einer Region tropischer Wälder in der Zentralprovinz sowie in der Südprovinz Kameruns. Wirtschaftlich ist die Landwirtschaft wichtig. Das Gebiet gehört zu den besten Kakaoanbaugebieten Kameruns. Daneben werden unter anderem auch Maniok und Mais angebaut.
Die Bulu sind in Stämme gegliedert, die durch patrilineale Abstammung bestimmt sind. Gegen Ende des zwanzigsten Jahrhundert lebten etwa 660.000 Bulu in Kamerun.
Der derzeitige Kameruner Präsident Paul Biya ist ein Bulu.